# Зинченко, Алексей Родионович
Алексей Родионович Зи́нченко (1914—1970) — подполковник Советской Армии, участник Великой Отечественной войны, Герой Советского Союза (1943).

## Биография
Родился 20 марта 1914 года в селе Явлено-Покровка. Окончил пять классов школы и школу фабрично-заводского ученичества, обучался в Новокузнецком аэроклубе, после чего поступил на учёбу в Батайскую лётную школу Гражданского воздушного флота. Окончив её в 1937 году, работал пилотом гражданской авиации. В 1941 году Зинченко был призван на службу в Рабоче-крестьянскую Красную Армию. С того же года — на фронтах Великой Отечественной войны.
К августу 1943 года старший лейтенант Алексей Зинченко командовал эскадрильей 448-го штурмового авиаполка 281-й штурмовой авиадивизии 14-й воздушной армии Волховского фронта. К тому времени он совершил 98 боевых вылетов на штурмовку скоплений боевой техники и живой силы противника, его военных объектов. Во время одного из вылетов получил ранение, но от госпитализации отказался, вернувшись в строй.

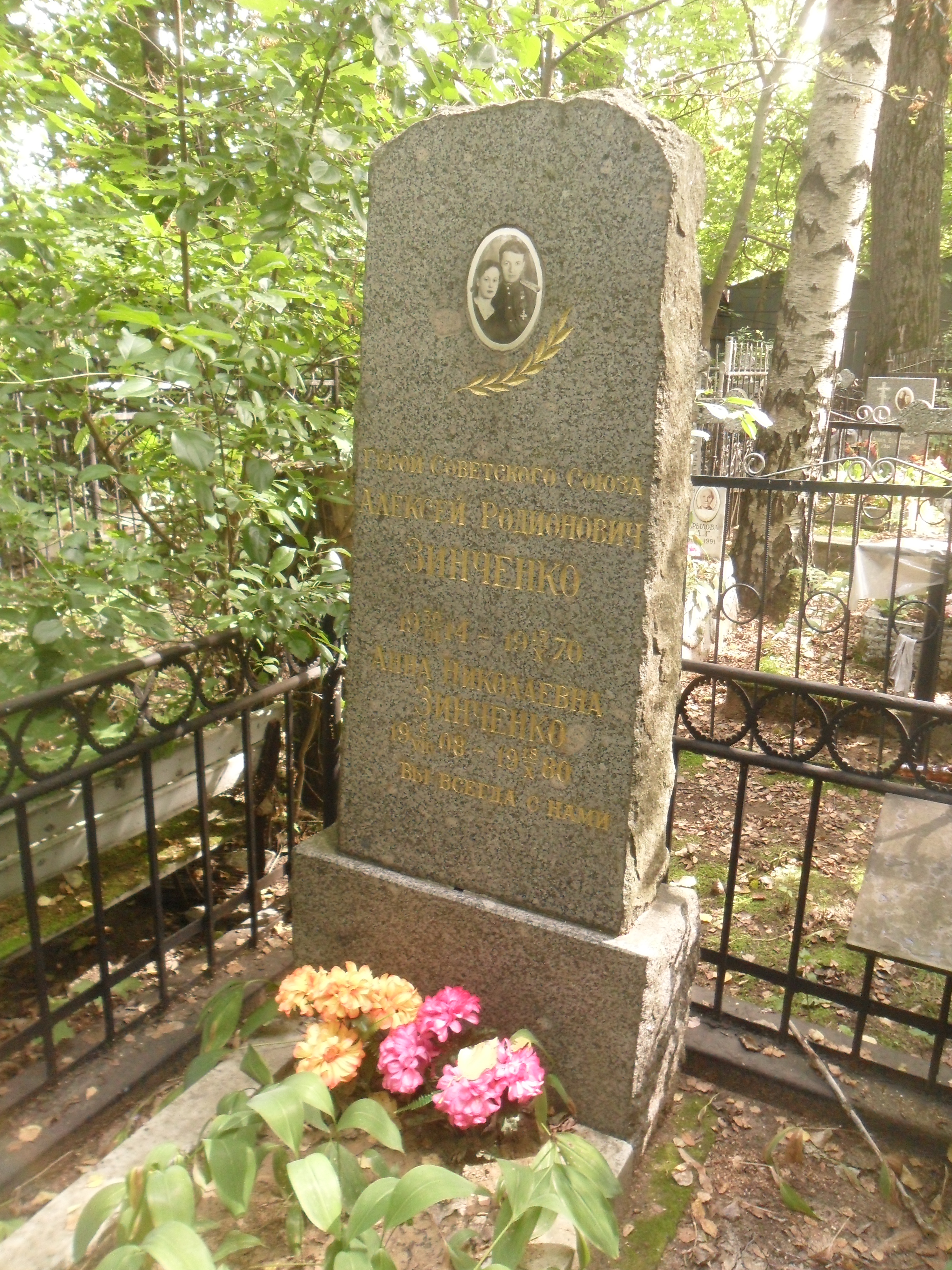
Могила А. Р. Зинченко на Богословском кладбище Санкт-Петербурга

Указом Президиума Верховного Совета СССР от 2 сентября 1943 года за «образцовое выполнение боевых заданий командования на фронте борьбы с немецкими захватчиками и проявленные при этом мужество и героизм» старший лейтенант Алексей Зинченко был удостоен высокого звания Героя Советского Союза с вручением ордена Ленина и медали «Золотая Звезда» (№ 510).
После окончания войны Зинченко продолжил службу в Советской Армии. В 1948 году он окончил Высшие авиационные курсы ВВС. В 1953 году в звании подполковника Зинченко был уволен в запас. Проживал в Ленинграде, работал на одном из ленинградских предприятий. Умер 15 октября 1970 года, похоронен на Богословском кладбище Санкт-Петербурга.
Был также награждён орденами Красного Знамени, Александра Невского и Отечественной войны 1-й степени, рядом медалей, а также орденом Британской империи 5-й степени.